# U3 (Berlins undergrundsbane)
U3 er en linje i Berlins U-Bahn. Den har 15 stationer og er 12,1 kilometer lang. Den forbinder Zehlendorf og Dahlem med Berlins vestlige centrum ved Wittenbergplatz. Den har blandt andet betydning gennem sine stationer Dahlem-Dorf og Thielplatz for studenter på Freie Universität Berlin.

## Stationer
| Køretid | Forkortelse | Station                          | Overgang          |
| ------- | ----------- | -------------------------------- | ----------------- |
| 0,0     | Nu          | Nollendorfplatz (underjordisk)   | U1, U2, U4        |
| 2,0     | Wt          | Wittenbergplatz                  | U1, U2            |
| 4,0     | Au          | Augsburger Straße                |                   |
| 5,0     | Sno         | Spichernstraße (overjordisk)     | U9                |
| 7,0     | Hz          | Hohenzollernplatz                |                   |
| 8,5     | Fpo         | Fehrbelliner Platz (overjordisk) | U7                |
| 10,5    | Hb          | Heidelberger Platz               | S-Bahn (Ringbahn) |
| 12,0    | Rd          | Rüdesheimer Platz                |                   |
| 13,5    | Bt          | Breitenbachplatz                 |                   |
| 15,0    | Po          | Podbielskiallee                  |                   |
| 16,5    | Dd          | Dahlem-Dorf                      |                   |
| 18,5    | T           | Freie Universität (Thielplatz)   |                   |
| 20,0    | Os          | Oskar-Helene-Heim                |                   |
| 22,0    | Ot          | Onkel Toms Hütte                 |                   |
| 24,0    | K           | Krumme Lanke                     |                   |